# Cyanopepla azetas
Cyanopepla azetas là một loài bướm đêm thuộc phân họ Arctiinae, họ Erebidae.